# Millotella
Millotella is een geslacht van wantsen uit de familie beeklopers (Veliidae). Het geslacht werd voor het eerst wetenschappelijk beschreven door Koch in 1962.

## Soorten
Het genus bevat de volgende soorten:

- Millotella fontinalis Linnavuori, 1977
- Millotella hovana Poisson, 1948
- Millotella major Poisson, 1952
- Millotella mambilla Linnavuori, 1977
- Millotella microcornis Koch, 1962
- Millotella tricuspidata Linnavuori, 1977